# جيني موريسون
جيني موريسون (بالإنجليزية: Jenny Morrison)‏ هي ممرضة أسترالية، ولدت في 8 يناير 1968 في Canterbury, New South Wales ‏ في أستراليا.